# Спасибо за каждое новое утро
«Спасибо за каждое новое утро» — автобиографический юмористический роман-комедия чешской писательницы Галины Павловской, племянницы Степана Клочурака, бывшего министра правительства Карпатской Украины (1939). По книге впоследствии был поставлен одноимённый фильм-комедия (1994).

## Фабула произведения
Главной героиней романа является Ольга Гакундекова, дочь Василия Клочурака-младшего (в романе — Василия Гакундака), воспитанная уже в чешской среде в семье смешанного украинско-чешского происхождения. Дядя Степан выступает в романе в эпизодической роли как главное препятствие в художественной карьере героини — из-за его «буржуазно-националистического» прошлого её не приняли в вуз. Действие романа происходит в Чехии и на Закарпатской Украине.

## Экранизация
На основе романа чешский режиссёр Милан Штейндлер снял одноимённый художественный фильм, в котором роли гуцулов исполняют известные чешские, словацкие и украинские артисты. Сама Галина Павловская исполняет в фильме роль Василины — дочери Михаила Клочурака (Гакундака).
Действие фильма начинается в год «Пражской весны» и разворачивается в период «нормализации» 1970-х — 1980-х гг. Ольга испытывает первые разочарования в любви и другие перипетии жизни, типичные для социалистического периода. Фильм разделен на несколько последовательных частей, соответствующих важным событиям в жизни Ольги.
Фильм получил следующие награды: «Чешский лев» за лучший фильм, за режиссёрскую работу, за актрису (Ивана Хилкова) и за сценарий, а также номинировался на награды за лучшего актёра (Францишек Печка) и актрису (Барбора Хржанова). На 19 Московском международном кинофестивале (1995) фильм был отмечен «Серебряным Георгием» за режиссуру. Премьера состоялась 3 ноября 1994 года.